# Help (сингл Ллойда Бенкса)
«Help» — третій сингл репера Ллойда Бенкса з його другого студійного альбому Rotten Apple. На пісню існує відеокліп, режисер: Меліна. Відео дебютувало в «106 & Park» на BET та у «Sucker Free Countdown» на MTV.

## Чартові позиції
| Чарт (2006)              | Найвища позиція |
| ------------------------ | --------------- |
| US Hot R&B/Hip-Hop Songs | 77              |